# Ithomia celemia
Ithomia celemia är en fjärilsart som beskrevs av William Chapman Hewitson 1853. Ithomia celemia ingår i släktet Ithomia och familjen praktfjärilar. Inga underarter finns listade i Catalogue of Life.

## Bildgalleri

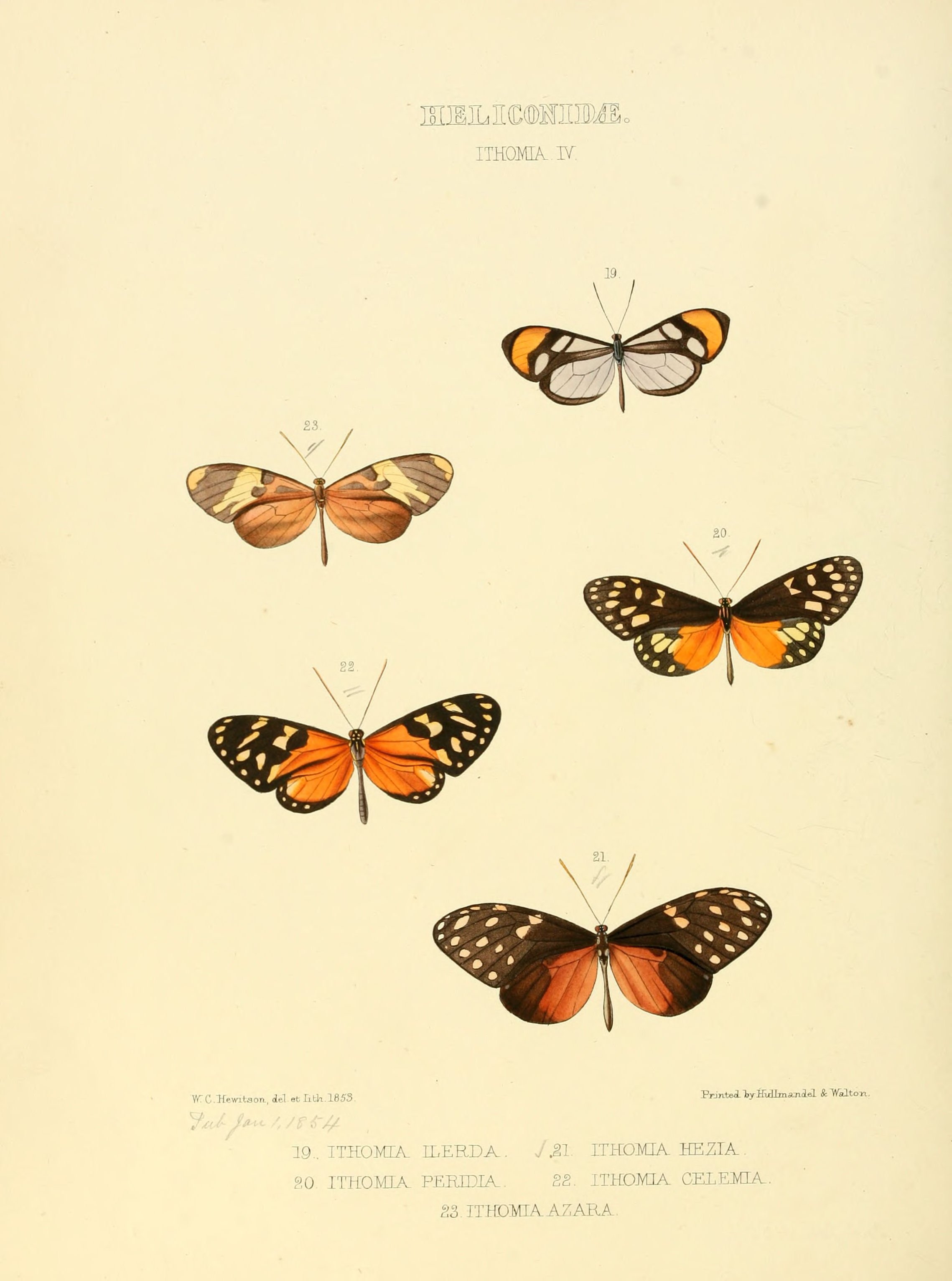
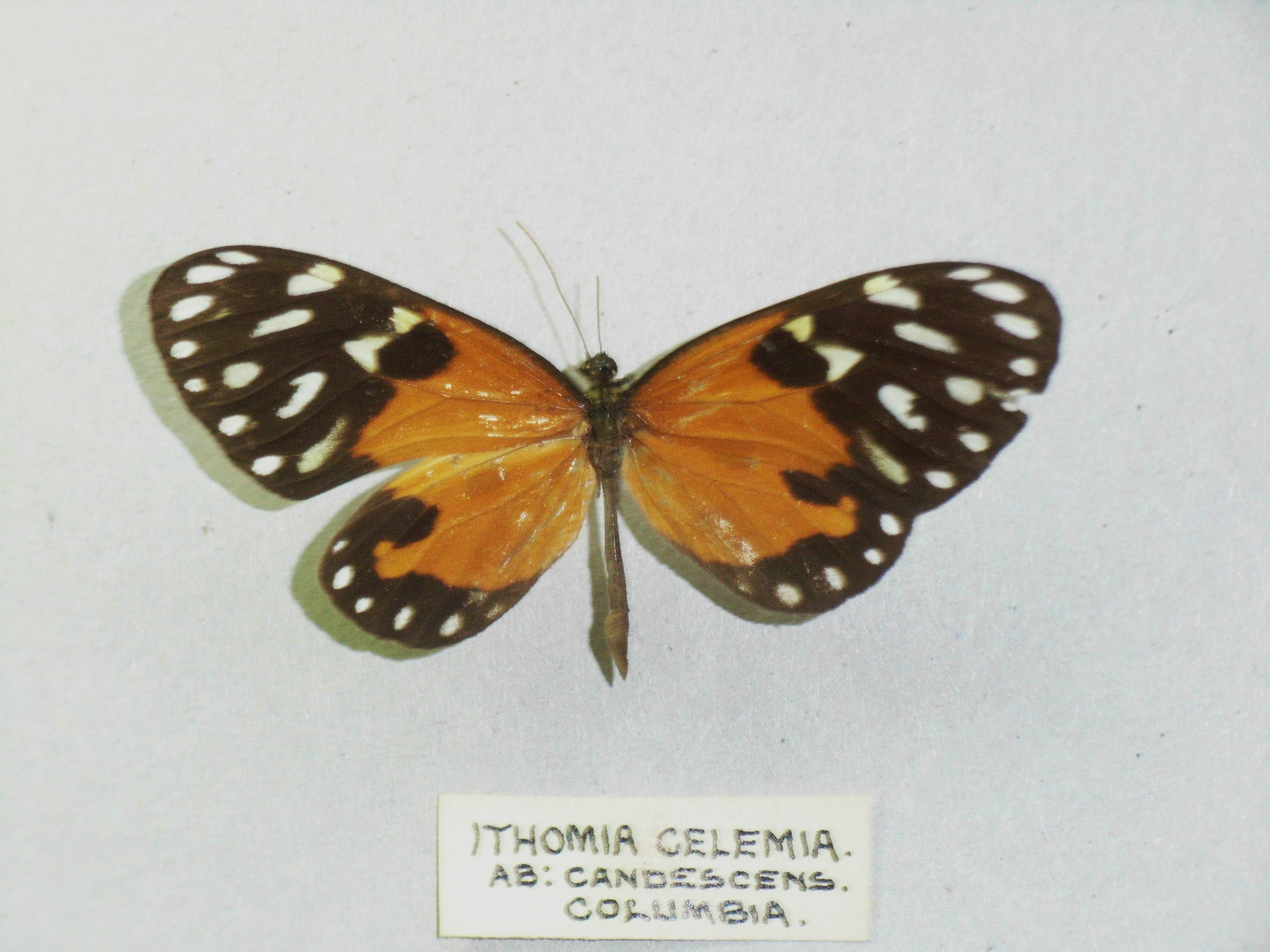